# Шкурихіна Дарія Валеріївна
Дарія Валеріївна Шкурихіна (рос. Дарья Валерьевна Шкурихина, 3 жовтня 1990) — російська гімнастка, олімпійська чемпіонка.

## Виступи на Олімпіадах
| Олімпіада  | Дисципліна | Місце |
| ---------- | ---------- | ----- |
| Пекін 2008 | групові    | 1     |